# General Artigas
General Artigas, ein Distrikt im Departamento Itapúa von Paraguay, wurde 1789 von dem Gouverneur Joaquín Alos y Brú unter dem Namen Cango-Voví gegründet. Seit 1942 heißt der Ort General Artigas, als Hommage an den uruguayischen Freiheitskämpfer General José Gervasio Artigas, der auf seiner Reise von Posadas nach Asunción hier nächtigte. Eine Ybyra Pyta-Pflanze steht noch heute zu seinem Gedenken an dieser Stelle.
General Artigas hat etwa 4.000 Einwohner und wird umgeben von den Nachbardistrikten General Delgado, Coronel Bogado, Carmen del Paraná, Fram, San Pedro del Paraná, José Leandro Oviedo und den Departamentos Misiones und Caazapá.

## Söhne/Töchter der Region
- Celso Esquivel, (* 1981), Fußballspieler